# Tatjana Perepjolkina
Tatjana Perepjolkina (russisch Татьяна Перепёлкина, engl. Transkription Tatyana Perepelkina/Perepyolkina; * 30. Juni 1967) ist eine russische Marathonläuferin.
2000, 2004 und 2005 siegte sie beim Utrecht-Marathon, 2004, 2005 und 2007 beim Podgorica-Marathon. 2005 gewann sie den Eindhoven-Marathon mit ihrer persönlichen Bestzeit von 2:38:27 h.
2009 wurde sie Sechste in Podgorica.